# Mazda Furai
El Mazda Furai era un coche conceptual construido por Mazda y presentado al público el día 27 de diciembre de 2007. Una foto del automóvil había estado disponible desde el 11 de diciembre de 2007. El Furai debutó oficialmente en 2008 en el Salón del Automóvil de Detroit. En septiembre de 2013 fue divulgado por TopGear UK que el vehículo habría sido destruido en una sesión de fotos en 2008, y fue mantenido en secreto a petición de Mazda.

## Descripción
El Furai, cuyo nombre significa "sonido del viento" en japonés, es el quinto y último modelo de la línea de autos conceptuales de Mazda Nagare que habían sido hechos por Mazda en el 2006. El chasis estaba hecho en base al Prototipo de Le Mans Cougar Competition C65 que Mazda usaría para competir en las American Le Mans Series 2 años atrás; y que fue diseñado para usar el etanol E100 como combustible.
La planta motriz fue construida alrededor de un motor rotativo wankel de 3 rotores de nueva generación, que desarrollaba al menos 450 caballos de potencia (340 kW), y el motor fue fabricado y modificado por el reconocido preparador de motores rotativos Racing Beat.

## Historial de competición
El coche estuvo en competición marcado por el número de parrilla de salida #55 de su antecesor y ganador de las 24 Horas de Le Mans de 1991, el Mazda 787B. Al contrario de lo que sucede en otros automóviles conceptuales que no disponen de motorizacion. el Furai es completamente funcional y actualmente se ha probado en diferente circuitos. Este corrió en Laguna Seca y Buttonwillow.
El jefe de diseño, Laurens van den Acker declaró en una entrevista a Top Gear en su momento de que habría posibilidades de ver al Furai correr en las competiciones de Le Mans, y también tuvo en su momento una firme esperanza de que el auto se ofreciese al público entusiasta para poder comprarlo como un coche común de calle. Pero al final nunca salió producido en serie.

## Accidente del 2008
En septiembre del 2013, se reveló que el coche fue destruido debido a un incendio provocado durante pruebas de ruta realizadas por Top Gear en 2008.